# بيرت تورنر (لاعب كرة قدم)
بيرت تورنر (بالإنجليزية: Bert Turner)‏ (17 فبراير 1899 في المملكة المتحدة - 21 ديسمبر 1953) هو لاعب كرة قدم بريطاني (وحمل سابقاً جنسية المملكة المتحدة لبريطانيا العظمى وأيرلندا) في مركز الهجوم. لعب مع برمنغهام سيتي وكوفنتري سيتي ونادي بريستول روفيرز ونادي توركي يونايتد وMerthyr Town F.C. ‏ وBrierley Hill Alliance F.C. ‏ ودارلاستون تاون.